# EBay
eBay és una pàgina web destinada a la subhasta de productes a través d'Internet. És un dels pioners en aquest tipus de transaccions, ja que la seva presència a la comunitat en línia és des dels inicis d'internet en el món comercial.

## Descripció
- Subhasta: és la transacció més comuna en aquest lloc. El venedor posa un preu de sortida i una duració determinada per a l'anunci i mentre duri aquest període, els compradors en pagaran. El pagador més alt s'emporta l'article sota les condicions d'entrega i devolucions imposades pel venedor.
- Compra-ho ja!: el venedor estableix un preu fix i, si el demandant està disposat a pagar-ho, serà seu.
- Anunci classificat: venda d'articles sota aquesta forma d'anunci en què s'exposen les característiques d'aquest article i el seu preu.

El venedor pot establir la seva pròpia política de pagaments: PayPal, targeta de crèdit, transferència bancària o contra reembossament en el moment de la recepció de l'encàrrec i així es fa constar a l'anunci, juntament amb la descripció del producte i la foto, si escau. A canvi de publicar el seu anunci, eBay cobra una comissió a l'oferent en cas de venda, en proporció al preu final de la venda.
Tot i que últimament s'ha augmentat la seguretat i la protecció al comprador, no s'ha d'oblidar que qualsevol transacció a eBay és un tracte en què no intervé l'empresa, per la qual cosa l'èxit de la compravenda depèn de la bona fe de l'altra part. En realitat, eBay és un sistema d'intermediació automàtica, en què els usuaris poden qualificar l'altre usuari mitjançant un sistema de punts positius o negatius, segons l'èxit de l'operació. No obstant això, de vegades aquest sistema ha demostrat ser fàcilment manipulable, cosa que al principi de tot hi havia hagut casos d'estafa amb venedors asiàtics i productes d'alta tecnologia (televisors LCD a preus de ganga, etc.). Per tal d'evitar-ho, cal fixar-se en la forma de pagament del producte que es compra, i si aquesta forma de pagament disposa de la «protecció al comprador» d'eBay, que cobreix fins a una quantitat en cas de frau, encara que amb unes despeses de 30 € per reclamació.

## Història
eBay va ser fundada el 1995 per Pierre Omidyar a San Jose, Califòrnia. El primer article venut va ser un punter làser inservible per un preu de 14,83 dòlars. Sorprès, Omidyar va contactar amb el guanyador de la subhasta amb l'objectiu d'investigar.
L'any 1999 començà la seva transacció borsària a l'índex Nasdaq. L'any 2002 compra l'empresa PayPal, i el maig de 2005 comprà el portal d'anuncis classificats Loquo.
*2008